# HMS Captain (1743)
HMS Captain (1743) — 70-пушечный корабль 3 ранга. Второй корабль Королевского флота, названный Captain. Заказан 7 сентября 1739 года. Спущен на воду 14 апреля 1743 года на королевской верфи в Вулвиче. Достроен 17 мая 1743 года там же. В 1777 году понижен до 60-пушечного 4 ранга и переименован в HMS Buffalo.

## Служба

### Война за австрийское наследство
1743 — апрель, вступил в строй, капитан (коммодор) Джон Бинг; июль, направлен в Бискайский залив; сентябрь, был у мыса Ортегаль.
1744 — капитан Томас Гриффин (англ. Thomas Griffin); с флотом Норриса в Канале; 29 марта взял французский корсар Faucon; апрель-май, конвой в Лиссабон; август-сентябрь, с флотом Балкена (англ. Balchen); зима, в эскадре Медли (англ. Medley).
1745 — в Западной эскадре Мартина; 6 января столкнулся с 74-пушечным Neptune и 64-пушечным Fleuron;
6 января Captain, HMS Hampton Court (70), HMS Sunderland (60) и HMS Dreadnought (60) в районе о. Уэссан погнались за тремя французскими кораблями. Captain догнал и взял один, который оказался захваченным ранее британским приватиром Mars, капитан Джордж Уокер (англ. George Walker). Hampton Court единственный не отставал от противника, но его капитан Сэвидж Мостин (англ. Savage Mostyn), не хотел начинать бой без Dreadnought, который все не догонял. В конце концов Мостин дал двум французам уйти в Брест. Это были Neptune (74) и Fleuron (64), они доставляли с Мартиники 4 миллиона в монетах. Военно-полевой суд оправдал Гриффина по этому эпизоду, когда тот заявил что думал, что Mars боевой корабль, а два других — транспорты его конвоя. Мостин также был оправдан, заявив что волна была слишком высока чтобы открыть нижние порты. Оба вердикта публику не впечатлили.
Когда Хок в октябре послал HMS Weazel предупредить Покока, что в его сторону направляестя большой французский конвой (предварительно разбив его эскорт), Покок сумел захватить призы на общую сумму £100 000. Captain взял восемь.
4 июня взял 32-пушечный корсар Grand Turk.
1746 — капитан Эдвард Легге (англ. Edward Legge), во главе его эскадры в Бискайском заливе; затем в Западной эскадре; август-октябрь, с флотом Ансона при Финистерре.
1747 — капитан Легге стал коммодором; апрель, ушёл на Подветренные острова; коммодор Легге умер в сентябре; капитан Хью Паллисер (англ. Hugh Palliser) и/или Джордж Покок (?).
1748 — май, капитан Р. Хьюз (англ. R. Hughes); флагман вице-адмирала Генри Осборна (англ. Henry Osborne) на Подветренных островах.
1749 — 19 июня обследован в Портсмуте.
1750 — средний ремонт там же до 1751 года.
1751 — 7 июля обследован.
1753 — переделан в брандвахту в Портсмуте «на место Berwick» приказом Адмиралтейства от 20 марта 1753 года; закончен и введён в строй в мае, капитан Чарльз Кэтфорд (англ. Charles Catford).
1754 — оснащён для службы в Канале (приказом Адмиралтейства от 6 ноября).
1755 — март, с флотом адмирала Эдварда Хока.

### Семилетняя война
1756 — 6 апреля ушёл в Средиземное море; 20 мая был при Минорке; потерял 6 человек убитыми и 30 ранеными. 9 сентября умер капитан Кэтфорд; сентябрь(?), капитан Джон Амхерст (англ. John Amherst).
1757 — 16 апреля ушёл в Северную Америку.
1758 — был при Луисбурге с эскадрой Харди; плохая погода помешала ему перехватить эскадру дю Шаффо (фр. du Chaffault) до входа в гавань; февраль, в реке Св. Лаврентия с эскадрой взял 22-пушечный грузовой транспорт Foudroyant.
1759 — был при взятии Квебека; затем ушёл в Англию.
1760 — 5 марта обследован, ремонт не отмечен.
1762 — апрель, возвращён в строй, капитан Джордж Фальконер (англ. George Falconer); оснащен в Чатеме (по гарантии Военно-морского комитета от 10 апреля) для рейдовой службы в устье Темзы; сентябрь, капитан Джон Брукс (англ. John Brookes).
1763 — 2 апреля обследован; большой ремонт в Чатеме (приказом Адмиралтейства от 9 апреля) по апрель 1766 года.

### Межвоенные годы
1770 — ноябрь, малый ремонт и оснащение в Вулвиче по апрель 1771 года.
1771 — февраль, введён в строй, капитан Томас Саймондс (англ. Thomas Symonds); флагман контр-адмирала Джона Монтегю; 18 июня ушёл в Северную Америку.
1774 — получил приказ возвращаться домой.

### Американская революционная война
1777 — февраль-апрель, переделан в 30-пушечный грузовой транспорт в Чатеме и переименован в HMS Buffalo (приказом Адмиралтейства от 7 февраля); введён в строй в марте, капитан Хью Бромедж (англ. Hugh Bromedge); 11 июня ушёл в Северную Америку.
1778 — из-за острой нехватки боевых кораблей повышен до 50-пушечного (приказом Адмиралтейства от 30 марта 1778 года) и 29 апреля присвоен 4 ранг; флагман вице-адмирала Мэтью Бакла (англ. Mattew Buckle); эскадра в Даунс до 1779 года.
1779 — июль-август в ремонте; летом с флотом Харди (Другая Армада); декабрь с эскадрой Филдинга (англ. Charles Fielding).
1780 — февраль-апрель, обшивка медью и переделка под брандвахту в Плимуте; капитан Роуленд Коттон (англ. Rowland Cotton); август, капитан Роберт Кальдер (англ. Robert Calder); c Западной эскадрой (сначала вице-адмирал Гири, затем Дарби).
1781 — капитан Уильям Траскотт (англ. William Truscott); 5 августа был при Доггер-банке; получил сильные повреждения, был выбит из линии; некоторое время был под угрозой плена.
1782 — капитан Джордж Робертсон (англ. George Robertson); позже капитан Джон Холлоуэй (англ. John Holloway); сентябрь-октябрь, с флотом лорда Хау участвовал в снятии осады с Гибралтара; 20 октября был при мысе Спартель первым от концевого; потерял 6 человек убитыми и 16 ранеными — больше всех из флота; декабрь, капитан Уильям Йео (англ. William Yeo).
1783 — апрель, выведен в резерв и рассчитан; октябрь, разобран в Вулвиче.